# Mount Lowry
Mount Lowry ist ein 1020 m hoher Berg im westantarktischen Queen Elizabeth Land. In der nördlichen Patuxent Range der Pensacola Mountains ragt er 4 km nordwestlich der Wrigley Bluffs in den Anderson Hills auf.
Der United States Geological Survey kartierte ihn anhand eigener Vermessungen und Luftaufnahmen der United States Navy aus den Jahren zwischen 1956 und 1966. Das Advisory Committee on Antarctic Names benannte ihn 1968 nach James K. Lowry, Biologe auf der Palmer-Station im antarktischen Winter 1967.